# Ngân hàng đầu tư và phát triển Eritrea

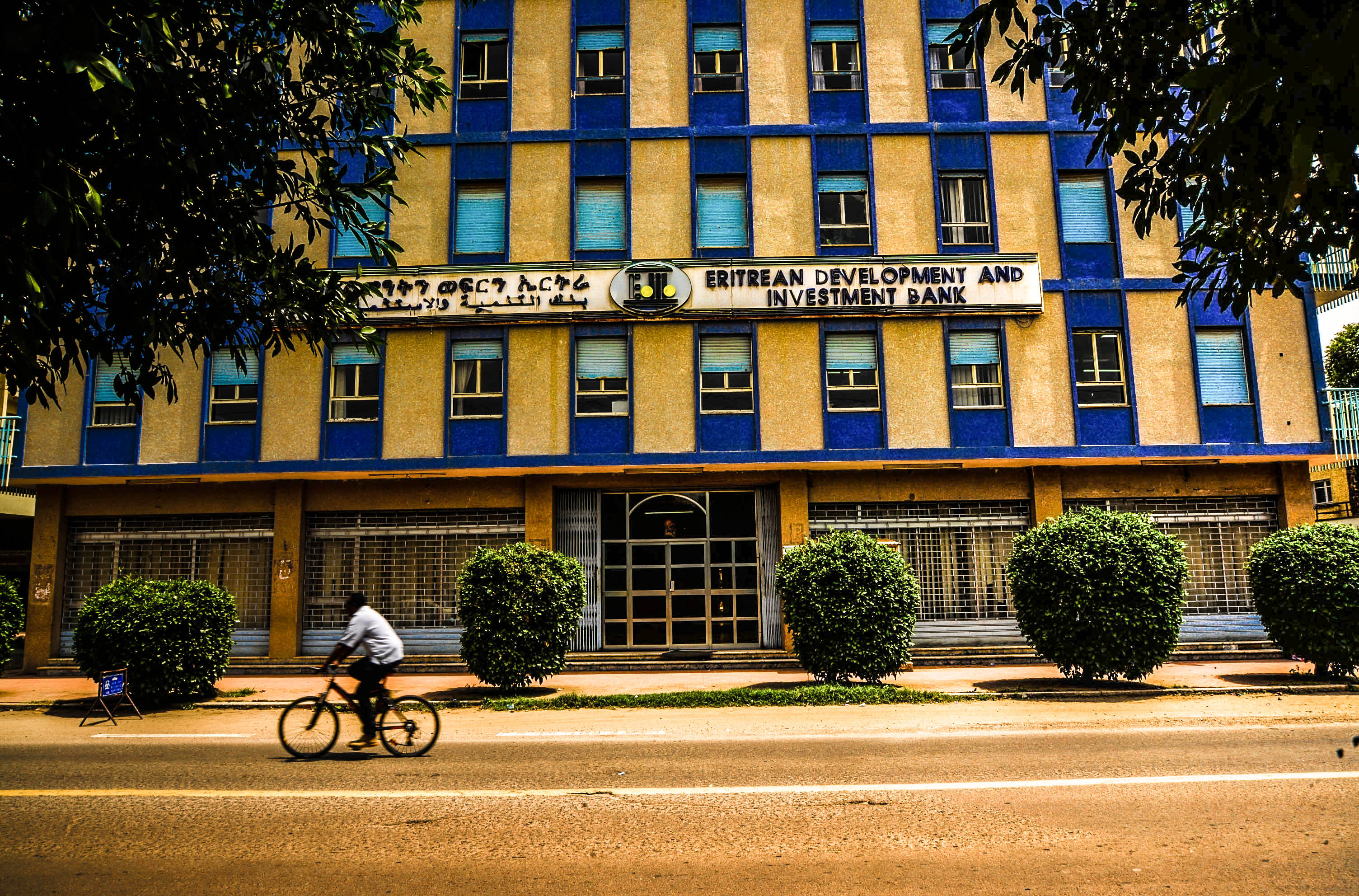
Đoạn phố trước tòa trụ sở chính của ngâ hàng

Ngân hàng Đầu tư và Phát triển Eritrea (Viết tắt: EIDB) được thành lập vào ngày 28 tháng 10 năm 1996. Nó đã không hoạt động một cách hiệu quả mãi cho đến năm 1998 với văn phòng duy nhất ở Asmara, Eritrea. Ngân hàng này được Bộ Tài chính Eritrea tài trợ hoàn toàn, và do đó, tổ chức tài chính là tài sản của chính phủ Eritrea.
Ngân hàng Đầu tư và Phát triển Eritrea là một trong những ngân hàng nhỏ nhất trong số các ngân hàng thuộc sở hữu của chính phủ Eritrea. Nó thường tài trợ cho các dự án trong nước bằng cách chuyển tiền từ nhiều tổ chức khác nhau, bao gồm Ngân hàng Eritrea và Ngân hàng Thế giới.